# 324

## Nașteri
- dată necunoscută: Macrina cea Tânără  (d. 379)
- dată necunoscută: Geunchogo  (d. 375)

## Decese
- dată necunoscută: Sextus Martinianus  (n. ?)